# خرچنگ مرموز کاکلی
خرچنگ مرموز کاکلی (نام علمی: Ocypode cursor) نام یک گونه از سرده تندپاها است.